# Xiaowei Zhuang
Xiaowei Zhuang (chinesisch 莊小威 / 庄小威, Pinyin Zhuāng Xiǎowēi) (* 1972) ist eine US-amerikanische Biophysikerin. Sie ist bekannt für die Entwicklung hochauflösender Mikroskopie für biologische Anwendungen, speziell ist sie eine derjenigen, die Photoactivated Localization Microscopy (auch bekannt als Stochastic Optical Reconstruction Microscopy, STORM) entwickelt haben (2006).

## Leben
Zhuang ist chinesischer Herkunft. Ihre Eltern Zhuang Lixian und Zhu Renzhi sind Professoren an der Chinesischen Universität für Wissenschaft und Technik (USTC). Von 1987 bis 1991 studierte an der USTC mit Abschluss B.S. in Physik. Den Ph.D. erhielt sie 1996 an der University of California, Berkeley. Von 1997 bis 2001 war sie Chodorow Postdoctoral Fellow an der Stanford University.
Zhuang ist Forscherin am Howard Hughes Medical Institute und Professorin für Chemie und Biochemie und Physik an der Harvard University. Sie ist Leiterin eines Forschungsteams zur Entwicklung von Techniken zur hochauflösenden Mikroskopie, um den Eintrittsmechanismus von Viren in Zellen zu beobachten.

## Wirken
Die von ihr entwickelte Technik erlaubt die Überwindung der Beugungsgrenze in Lichtmikroskopen und Auflösung im Nanometerbereich. 2008 erreichte sie mit STORM dreidimensionale Superauflösung und 2012 Auflösung auf molekularer Ebene. Mit ihrer Technik entdeckte sie neuartige Zellstrukturen wie die periodische Membranskelett-Struktur in Neuronen, erhielt neue Einsichten in die molekulare Organisation der Synapsen im Gehirn und fand neue Chromatin-Strukturen, die in der Genregulation von Bedeutung sind. Später entwickelte sie eine neue Technik für die molekulare Abbildung ganzer Genomabschnitte, Multiplexed Error-Robust Fluorescence In Situ Hybridization (MERFISH). Sie entwickelte auch neue Bildgebungstechniken für die Verteilung spezieller Zellen in komplexen Geweben.

## Auszeichnungen
- 2003: MacArthur Fellowship
- 2003: David and Lucile Packard Foundation
- 2010: Max Delbruck Prize
- 2011: Sackler-Preis
- 2012: Mitglied der National Academy of Sciences[9]
- 2013: Mitglied der American Academy of Arts and Sciences
- 2015: NAS Award in Molecular Biology
- 2016: Assoziiertes Mitglied der European Molecular Biology Organization
- 2018: H.P.-Heineken-Preis für Biochemie und Biophysik
- 2019: Breakthrough Prize in Life Sciences[10]
- 2019: NAS Award for Scientific Discovery[11]
- 2019: Mitglied der American Philosophical Society
- 2019: Pearl Meister Greengard Prize
- 2020: Mitglied der National Academy of Medicine[12]
- 2021: Lurie Prize in Biomedical Sciences
- 2022: Heinrich-Wieland-Preis
- 2022: J. Allyn Taylor International Prize in Medicine
- 2023: Dreyfus Prize in the Chemical Sciences
- 2024: Aufnahme in die National Inventors Hall of Fame

## Arbeiten (Auswahl)
- Bo Huang, Wenqin Wang, Mark Bates, Xiaowei Zhuang: Three-Dimensional Super-Resolution Imaging by Stochastic Optical Reconstruction Microscopy. In: Science. Band 319, Nr. 5864, 2. August 2008, S. 810–813, doi:10.1126/science.1153529.
- Mark Bates, Bo Huang, Graham T. Dempsey, Xiaowei Zhuang: Multicolor Super-Resolution Imaging with Photo-Switchable Fluorescent Probes. In: Science. Band 317, Nr. 5845, 21. September 2007, S. 1749–1753, doi:10.1126/science.1146598.
- Michael J. Rust, Mark Bates, Xiaowei Zhuang: Sub-diffraction-limit imaging by stochastic optical reconstruction microscopy (STORM). In: Nature Methods. Band 3, Nr. 10, 2006, S. 793–796, doi:10.1038/nmeth929.